# Johannes Janssens
Johannes Martinus Adrianus Maria Janssens (1947) is een Nederlands sociaal wetenschapper en hoogleraar Opvoedings- en gezinsondersteuning aan de Radboud Universiteit Nijmegen.
Rond 1975 werkte Janssens als onderzoeker bij het Instituut voor sociaal-wetenschappelijk onderzoek van de Katholieke Universiteit Brabant in Tilburg. In 1977 promoveert hij hier op het proefschrift Begeleiding van ouders van geestelijk gehandicapte kinderen. In 1998 wordt hij hoogleraar Opvoedings- en gezinsondersteuning in Nijmegen.